# Bueno
Bueno ist ein spanischer bzw. portugiesischer Familienname.

## Namensträger
- Alberto Bueno (* 1988), spanischer Fußballspieler
- Alex Bueno (* 1963), dominikanischer Sänger und Gitarrist
- Bartolomeu Bueno da Silva (1672–1740), brasilianischer Bandeirante
- Bernardo José Bueno Miele (1923–1981), brasilianischer Geistlicher und Erzbischof von Ribeirão Preto
- Cacá Bueno (Carlos Eduardo Santos Galvão Bueno Filho; * 1976), brasilianischer Rennfahrer
- Carlos Bueno (* 1980), uruguayischer Fußballspieler
- Carlos Antônio Bettencourt Bueno (1934–2024), brasilianischer Diplomat
- Danilo Bueno (* 1983), brasilianischer Fußballspieler
- David Bueno de Mesquita (1889–1962), niederländischer Maler
- Descemer Bueno (* 1971), kubanischer Komponist, Sänger und Musiker
- Douglas Bueno (* 1981), brasilianischer Radrennfahrer
- Eduardo Herrera Bueno (Herrerita; 1914–1991), spanischer Fußballspieler
- Ephraim Bueno (1599–1665), sefardischer Arzt und Schriftsteller
- Eva Paulino Bueno (* 1953), brasilianische Hispanistin
- Francisco da Silveira Bueno (1898–1989), brasilianischer Autor, Romanist, Lusitanist, Grammatiker und Lexikograf
- Gastón Bueno (* 1985), uruguayischer Fußballspieler
- Gladis Guadalupe Bueno Placencia (* 1994), mexikanische Gewichtheberin
- Gonzalo Bueno (Fußballspieler) (* 1993), uruguayischer Fußballspieler
- Gonzalo Bueno (Tennisspieler) (* 2004), peruanischer Tennisspieler
- Guille Bueno (* 2002), spanischer Fußballspieler
- Gustavo Bueno (Philosoph) (1924–2016), spanischer Philosoph
- Gustavo Bueno (Schauspieler), peruanischer Schauspieler
- Gustavo Bueno (Fußballspieler) (* 1963), uruguayischer Fußballspieler und -trainer
- Jairo Bueno (Jairo Bueno Espinal, * 1998), dominikanischer Fußballspieler
- Jesús Bueno (* 1999), venezolanischer Fußballspieler
- José González Cabrera Bueno, spanischer Seemann, Navigator und Verfasser eines seemännischen Handbuchs
- José López Bueno (* 1974), spanischer Boxer
- José Luis Bueno (* 1969), mexikanischer Boxer
- José María Bueno y Monreal (1904–1987), spanischer Geistlicher, Erzbischof von Sevilla
- Juan Bueno (Sportschütze) (* 1946), mexikanischer Sportschütze
- Juan Bueno (Ruderer) (* 1957), kubanischer Ruderer
- Juan Bueno Torio (* 1953), mexikanischer Politiker
- Juandel Bueno (* 1998), dominikanischer Leichtathlet
- Laura Bueno (* 1993), spanische Sprinterin
- Luiz Bueno (1937–2011), brasilianischer Automobilrennfahrer
- Manuel Bueno, (* 1940), spanischer Fußballspieler
- Marco Bueno (* 1994), mexikanischer Fußballspieler
- Maria Bueno (1939–2018), brasilianische Tennisspielerin
- Mario Bueno (* 1972), mexikanischer Fußballspieler
- Paola Bueno (* 2003), mexikanische Dreispringerin
- Pedro Bueno Nete (* 1937), brasilianischer Tennisspieler
- Ricardo Bueno (* 1987), brasilianischer Fußballspieler
- Rodrigo Alejandro Bueno (1973–2000), argentinischer Sänger
- Sergio Bueno (* 1962), mexikanischer Fußballspieler und -trainer
- Vincent Bueno (* 1985), österreichisch-philippinischer Sänger
- Vitor Bueno (* 1994), brasilianischer Fußballspieler
- Wellington Daniel Bueno (* 1995), brasilianischer Fußballspieler
- Wilson Bueno (1949–2010), brasilianischer Schriftsteller und Journalist